# 프라샤스티

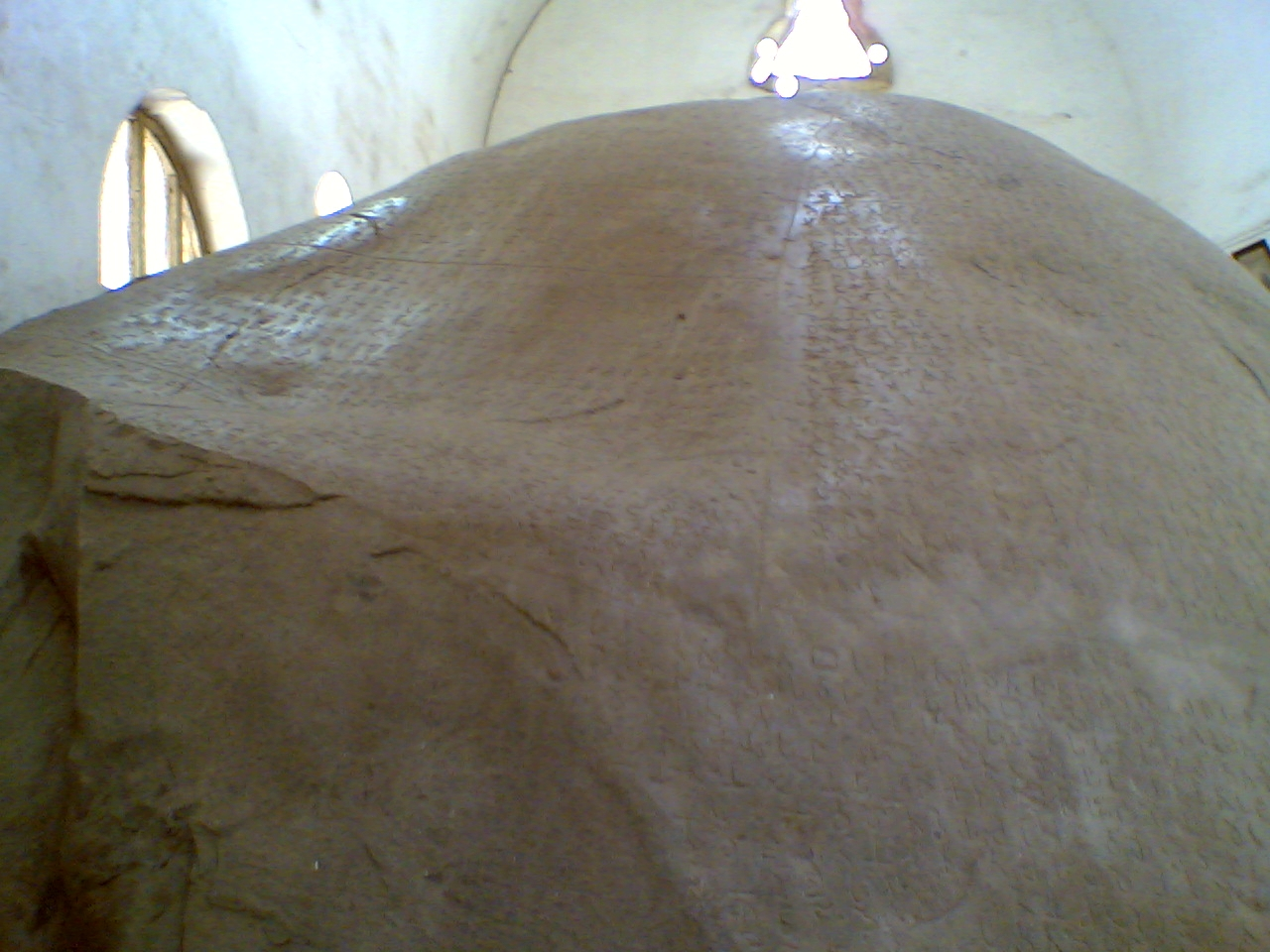
루드라다만의 주나가드 비문은 서기 150년경 서사트라프 통치자 루드라다만 1세에 의해 만들어진 초기 프라샤스티를 포함하고 있다.

프라샤스티(산스크리트어: प्रशस्ति)는 시인들이 그들의 통치자들을 찬양하기 위해 작곡한 인도의 비문 장르이다. 대부분 서기 6세기 이후로 거슬러 올라간다. 시 또는 화려한 산문의 형태로 쓰여진 프라샤스티는 고정관념적으로 족보, 통치자의 속성, 승리, 경건함을 칭송하며, 전형적으로 그가 준 관대한 선물과 보상의 하나 이상의 발표로 끝이 났다. 이는 신, 종교적 창시자(부처, 티르탕카라, 힌두교의 하위 전통), 구루 또는 현자 그리고 일반적으로 수도원, 학교, 사원 또는 관대한 대의에 선물 또는 기부를 발표하는 소위 "컬트" 장르의 인도 비문과는 다르다. 일부 금석문헌에서 프라샤스티는 키르티 또는 푸르바와 동의어로 여겨지며, "누군가 또는 신의 노래와 칭찬"을 의미하는 키르타나라는 단어와 관련이 있다.
그는 평화의 왕, 번영의 왕이다,

승려(비구)의 왕, 종교(다르마)의 왕이다,

축복(칼야나)을 보고, 듣고, 깨닫고 계신 분이다,

(지워짐) 비범한 덕을 성취하셨다,

모든 종파의 존경자, 모든 사원의 수리자,

전차와 군대가 저항할 수 없는 사람,

제국의 수장(자신)으로서 제국을 보호하는 사람,

왕의 현자 바수 가문의 후손으로,

위대한 정복자, 왕, 저명한 카라벨라.
프라샤스티는 일반적으로 화려한 칭호, 신화 속 전설과의 연관성 또는 신들과의 비교, 그리고 종종 전쟁, 승리, 약탈 및 속성에 대한 날조된 이야기가 포함되어 있다. 예를 들어, 그들은 태양 왕조나 달 왕조와 관련된 통치자들의 족보를 만들었으며, 그들의 칭송에서 서사시나 푸라나와 같은 인도 신화와 전설에서 나온 전설적인 영웅들을 암시한다.
광범위한 프라샤스티의 가장 초기의 잘 알려진 예는 기원전 1세기경 혹은 그 즈음에 브라흐미 문자로 된 프라크리트어로 새겨진 카라벨라의 하티굼파 비문이다. 고전 산스크리트어로 된 가장 초기의 프라샤스티 비문은 굽타 시대의 시적 프라샤스티의 원형이 된 루드라다만의 주나가드 비석이다. 남아시아 비문의 학자인 리처드 G. 살로몬에 따르면, 이 비문은 시적 양식에서 최초의 광범위한 찬가 기록이다. 루드라다만 비문의 양식은 후대의 프라샤스티 비문에서도 나타난다.
타밀 마이케르티 비문은 프라샤스티와 유사하지만 훨씬 표준화된 형식을 가지고 있다는 특징을 지니고 있다.

## 예시
- 나시크 프라샤스티(2세기), 사타바하나 왕조
- 프라야가 프라샤스티(서기 4세기), 굽타 제국의 황제 사무드라굽타가 맞서 싸웠던 통치자들의 목록이 나와 있다. 또한 그가 각 통치자에 대해 실시한 정책을 설명한다.
- 벨비쿠디 비문(서기 8세기경), 판디아 왕조
- 데오파라 프라샤스티(12세기), 세나 왕조
- 라즈 프라샤스티(17세기), 시소디아 왕조